# Skellefteå (đô thị)
Đô thị Skellefteå (Skellefteå kommun) là một đô thị ở phía bắc Thụy Điển với dân số 71.786 người. Thủ phủ là Skellefteå với 31.500 dân.
Đô thị này giáp Robertsfors về phía nam, và theo chiều kim đồng hồ là Umeå, Vindeln, Norsjö, Arvidsjaur và Piteå. Norra Västerbotten là tờ báo địa phương của Skellefteå. Skellefteå AIK là đội tuyển khúc côn cầu trên băng của đô thị này.
Skellefteå nằm ở xung quanh sông Skellefte Älv, một con sông chảy qua thành phố. Ở trung tâm có núi Vitberget, một địa điểm trượt tuyết nổi tiếng vào mùa Đông và leo núi vào mùa Hè.

## Các địa phương
Các địa điểm có dân số trên 700 người (2003):
- Skellefteå, 34.737 (thủ phủ)
- Ursviken, 4.072
- Skelleftehamn, 3.058
- Bureå, 2.386
- Kåge, 2.234
- Byske, 1.708
- Burträsk, 1.690
- Boliden, 1.556
- Jörn, 896
- Ersmark, 863
- Lövånger, 756

## Những người quê Skellefteå
- Jan Erixon, vận động viên khúc côn cầu trên băng
- Joakim Nyström (sinh 20/2/1963), vận động viên tennis chuyên nghiệp
- The Wannadies, nhóm nhạc